# Luciana Sbarbati
Luciana Sbarbati, née le 10 mai 1946 à Rome, est une femme politique italienne de la région des Marches, en Italie centrale. Elle est secrétaire nationale du Mouvement des républicains européens (MRE), parti politique italien de centre-gauche laïque (qui fait partie de la fédération de l'Olivier depuis le 26 février 2005) et qui est membre du parti européen des libéraux démocrates (groupe ADLE) dont elle est également membre du bureau).

## Biographie
Diplômée en philosophie et en pédagogie de la Libera Università Maria Santissima Assunta (1969), Luciana Sbarbati enseigne à l'université de 1969 à 1974 avant de devenir présidente d'université (1982-1992).
Elle est membre de la direction nationale du parti républicain italien (PRI), et secrétaire nationale des républicains européens (depuis 2001), scission du précédent).
Elle est aussi députée à la Chambre des députés italienne (1992-2001), secrétaire et présidente du groupe PRI, vice-présidente de la commission de la culture, vice-présidente du groupe mixte et membre du bureau de la Chambre.
Elle est députée au Parlement européen depuis 1999 puis réélue en 2004.
Elle est aussi une responsable à la commission des affaires sociales du Centre européen pour le développement de la formation professionnelle (Cedefop).